# ویتی لوو

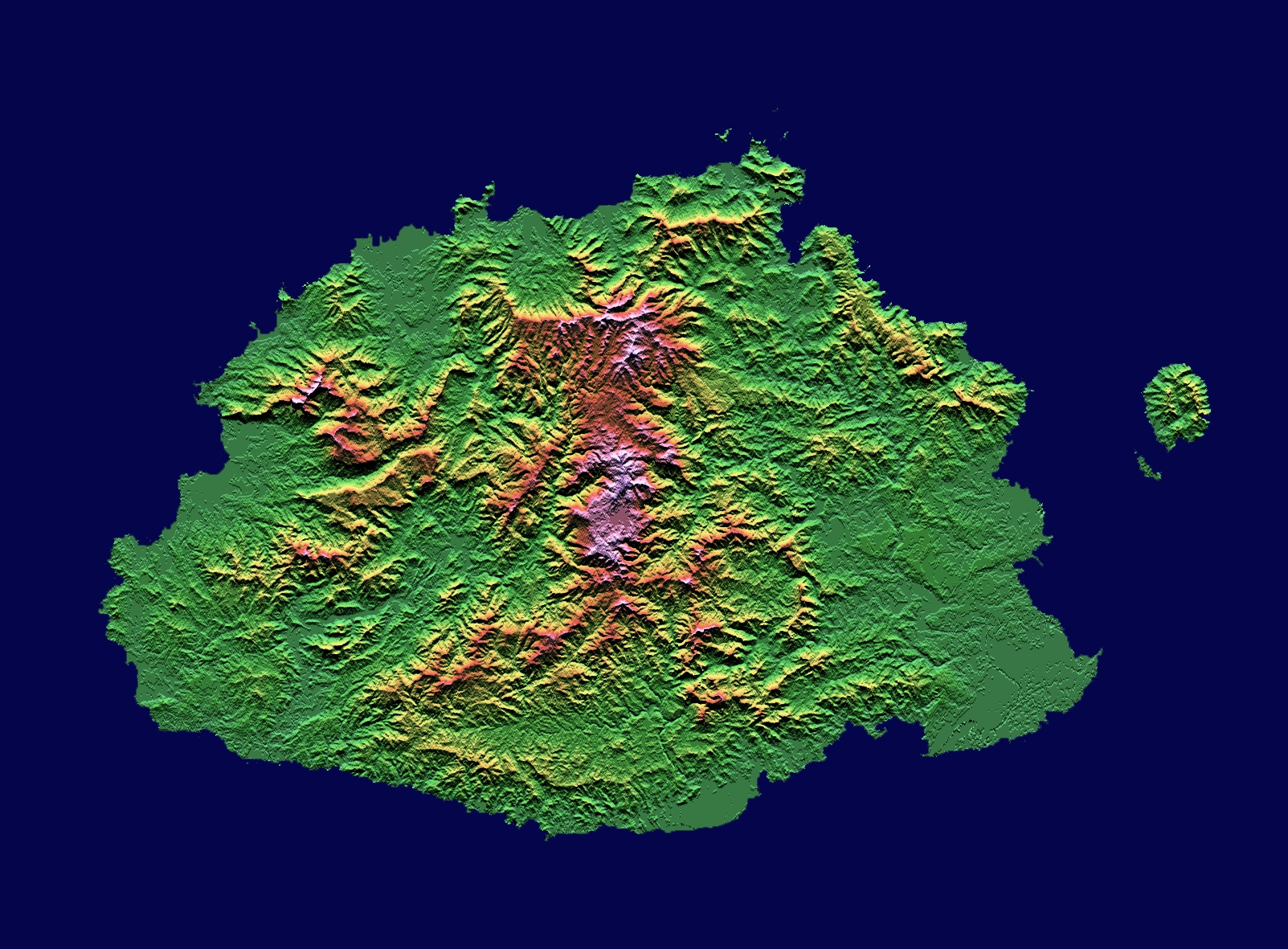
جزیره ویتی لوو

ویتی لوو (به لاتین: Viti Levu) یک جزیره در فیجی است که در اقیانوس آرام واقع شده‌است.

## خصوصیات
ویتی لوو ۶۰۰٬۰۰۰ نفر جمعیت دارد و ۱٬۳۹۴ متر بالاتر از سطح دریا واقع شده‌است.